# Koveltemp
De Koveltemp is een voormalig waterschap in de provincie Groningen.
Het waterschap lag ten zuiden van Farmsum bij Geefsweer. De noordgrens lag bij de weg de Proosdij, de oostgrens bij de Geefweersterweg en de voormalige Stinkvaartsterlaan, aan de zuidkant lag de grens bij Geefsweer en de westgrens werd gevormd door de Koveltempweg. Het gebied maakte gebruik van de afwatering door het Geefsweerstermaar en loosde via een duiker op het Weiwerdermaar. Door de aanleg van het nieuwe Eemskanaal in 1958 werd het schap in tweeën gesplitst. De noodzaak om het reglement aan te passen werd niet gevoeld, waardoor in 1959 besloten werd het schap op te heffen.
Waterstaatkundig gezien ligt het gebied sinds 2000 binnen dat van het waterschap Hunze en Aa's.

## Naam
De naam verwijst naar de vorm van het waterschap: lang en smal als de punt (temp) van een monnikskap (kovel).